# 小行星1374
小行星1374（1374 Isora）是一颗围绕太阳公转的小行星。1935年10月21日，歐仁·約瑟夫·德爾波特在于克勒发现了此天体。
該小行星以女性人名蘿絲（Rosi）的反寫命名。這個名字是由德國天文學家古斯塔夫·斯特拉克（Gustav Stracke）選擇的。
这颗小行星的绝对星等为61.05274等。